# Laura Pisano
Laura Pisano (Monza, 23 luglio 1948) è una storica italiana.
È professore ordinario di storia del giornalismo nella facoltà di lingue e letterature straniere dell'università di Cagliari e dal 2002 al 2008 presidente del corso di laurea in lingue e comunicazione e del corso di laurea specialistica in lingue e linguaggi per la comunicazione multimediale e il giornalismo. Ha dedicato i suoi principali studi alla storia del giornalismo, alla storia contemporanea, alla storia della scrittura delle donne in Italia e in Francia.

## Biografia
Ha iniziato le sue prime ricerche sotto la guida dello storico e giornalista Paolo Spriano, e indirizzato i propri studi verso la storia del giornalismo, pubblicando due volumi (1977 e 1986) sulla storia della stampa in Sardegna. Ha successivamente studiato la diffusione dei periodici stranieri in Sardegna dal XVIII al XX secolo; i primi giornali femminili italiani, in collaborazione con la studiosa francese Christiane Veauvy, per una comparazione con i giornali delle donne francesi dalla Rivoluzione al 1848; le biografie delle giornaliste italiane dal Settecento ad oggi; segue, con la collaborazione di giovani ricercatori a un suo progetto, la pubblicazione del primo Dizionario storico bio-bibliografico delle giornaliste italiane (2004). Ha svolto la sua attività di insegnamento anche nel Master-Diplôme qualifiant “L'étique comme moteur de changement: médiations transculturelles”, Parigi, promosso dal Consorzio Universitario Euromediterraneo.
Gli studi di Laura Pisano hanno messo in rilievo l'importanza del giornalismo nella crescita politica e sociale in età contemporanea, con particolare riferimento al rapporto città-campagna, alla formazione di un ceto di notabili illuminati che ha costruito la progressiva partecipazione politica attraverso i giornali e le forme di comunicazione che ad essi si legavano in territori fortemente condizionati da analfabetismo, povertà e isolamento. I suoi studi hanno inoltre fatto emergere il ruolo svolto dalle giornaliste e dalle scrittrici nel costruire non solo reti di rapporti femminili, ma anche richieste diffuse di riconoscimento dei diritti delle donne.
Ha fatto parte, dal 1997 al 2004, del Consiglio nazionale del Ministero per i beni e le attività culturali, insieme a varie altre attività. Dal 1998 aderisce alla "Société Internationale des Historiens de la Méditerranée" (SIHMED), fondata dal professor Salvatore Bono dell'università di Perugia.

## Pubblicazioni
- L'informazione giornalistica in Sardegna dopo l'Unità in rapporto ai temi economici e sociali delle inchieste parlamentari, Storia contemporanea - Volume 1, II, Il Mulino, Bologna, 1972[5]
- Stampa e società in Sardegna dall'Unità all'età giolittiana, Guanda, Milano, 1977,  240 pp..
- Stampa e società in Sardegna dalla grande guerra all'istituzione della Regione autonoma, FrancoAngeli, Milano, 1986,  213 pp., ISBN 88-204-3988-3.
- Per una storia dei sindacati contadini in Francia: l'azione delle sinistre dal primo al secondo dopoguerra, Annali della Facoltà di magistero di Cagliari, 1977/1978, 1, II, pp. 261–292
- Introduzione e cura degli atti del convegno Cultura e modernizzazione nei paesi di area mediterranea, FrancoAngeli, Milano 1986, con scritti di Giuseppe Are, Romain Rainero, Alberto Pala, Laura Pisano, Paul Vieille, Christiane Veauvy.
- La cultura degli esuli italiani di fronte all'espansione coloniale del fascismo (1936-1939), in Fascismo ed esilio. Aspetti della diaspora intellettuale in Germania, Spagna e Italia, a cura di M. Sechi, Giardini, Pisa, 1988, pp. 13–38.
- Associazionismo e cooperazione tra le due guerre (1918-1940), nel volume Storia della cooperazione in Sardegna, a cura di Girolamo Sotgiu, Cuec, Cagliari, 1991 (in coedizione con la Editrice cooperativa, Roma), pp. 165–209.
- La Méditerranée comme mythe dans la propagande du fascisme italien, in Peuples Méditerranéens- Mediterranean Peoples, 1992, pp. 241–252.
- Industria elettrica e Mezzogiorno: il caso sardo (1925-1945) nel terzo volume della Storia dell'industria elettrica in Italia. Espansione e oligopolio, a cura del Prof. Giuseppe Galasso, Laterza, Roma-Bari 1993, pp. 995–1027.
- Parole inascoltate. Le donne e la costruzione dello Stato-nazione in Italia e in Francia 1789-1860, Editori Riuniti, Roma 1994 (pp. 422), col patrocinio del Consiglio Nazionale delle Ricerche e della Regione Autonoma della Sardegna, redatto in collaborazione con Christiane Veauvy, ricercatrice presso il "Centre de sociologie de l'education et de la culture" dell'Ecole des Hautes Etudes en sciences sociales di Parigi, e con prefazione di Ginevra Conti Odorisio, professore ordinario di Storia del pensiero politico nell'Università di Roma Tre. L'edizione francese, aggiornata ed ampliata, di questo volume è stata pubblicata a Parigi nel 1997, per i tipi dell'editore Armand Colin, con prefazione di Michelle Perrot.
- Orientamenti riformatori e politica delle leggi speciali (note per una ricerca sul Mezzogiorno dall'Unità al fascismo), in Studi e ricerche in onore di Girolamo Sotgiu, vol. II, CUEC editrice, Cagliari 1994, pp. 107–149.
- I periodici stranieri in Sardegna. Catalogo delle Biblioteche Universitarie di Cagliari e di Sassari 1700-1940, FrancoAngeli, Milano, 1996, pp. 351, collana "La società moderna e contemporanea" diretta da Franco Della Peruta, prefazione di Bruno Zanobio, pubblicato col patrocinio del Consiglio Nazionale delle Ricerche, della Regione Autonoma della Sardegna e della Deputazione di Storia Patria per la Sardegna.
- Saggio introduttivo a Donne. Due secoli di scrittura femminile in Sardegna (1775-1950). Repertorio bibliografico, a cura di Franca Ferraris Cornaglia, Mirella Melis Zucca, Marcella Mocci Serri, Maria Luisa Viola, Cuec Editrice, Cagliari 2001.
- Paesaggi sensibili e paesaggi della memoria, in G. Marci, L. Pisano, Giuseppe Dessì: i luoghi della memoria, Cuec editrice, Cagliari 2002, pp. 87–120.
- Histoire du journalisme, histoire des femmes. Thèmes et méthodes, in Les femmes dans l'espace public, publié sous la direction de Ch. Veauvy, “Cahiers du CEME, Centre d'Etudes des mutations en Europe”, Institut d'études européennes, Université de Paris 8, Paris 2002, pp. 47–54. (ripubblicato dalle Edtions de la Maison des Hautes Etudes en Sciences Sociales, Parigi 2004)
- Elites femminili dell'Ottocento europeo e costruzione delle identità nazionali, in Elites municipales et sentiment national dans l'aire de la Méditerranée nord-occidentale, Studi del Dipartimento di Scienze della Politica dell'Università di Pisa, Edizioni ETS, Pisa 2003, pp. 151–158
- Une comparaison entre Italie et France sur femmes, écriture et pensée politique, in La Révolution française au carrefour des recherches, sous la direction de Martine Lapied et Christine Peyrard, préface de Michel Vovelle, Publications de l'Université de Provence, Aix-en- Provence 2003, pp. 313–321.
- Gli studi storici sul giornalismo sardo dell'Ottocento. Un bilancio, in Letterature straniere &. Quaderni della facoltà di Lingue e Letterature straniere dell'Università di Cagliari, n. 6, 2004, pp. 269–282.
- Donne del giornalismo italiano da Eleonora Fonseca Pimentel a Ilaria Alpi. Dizionario storico bio-bibliografico. Secoli XVIII-XX, (a cura), FrancoAngeli, Milano 2004
- Memoria, paesaggio, cultura. Itinerari italiani ed europei, (a cura), FrancoAngeli, Milano 2004
- A proposito di recenti studi su Emilio Lussu scrittore, antifascista, uomo politico, in Partiti e movimenti politici fra Otto e Novecento. Studi in onore di Luigi Lotti, a cura di Sandro Rogari, tomo terzo, Centro Editoriale Toscano, Firenze 2004, pp. 1301–1318
- Immaginare il passato, in Lingua, storia, gioco e moralità nel mondo di Andrea Camilleri, a cura di G. Marci, Cuec, Cagliari 2004
- La società della comunicazione. Indagini sul giornalismo tra '800 e '900, CUEC, Cagliari 2007